# Roland Lessing
Roland Lessing (Tartu, 14 aprile 1978) è un ex biatleta estone, portabandiera dell'Estonia durante la cerimonia di apertura dei XXI Giochi olimpici invernali di Vancouver 2010.

## Biografia

### Stagioni 1997-2005
Roland Lessing, originario di Elva e attivo dalla stagione 1996-1997, ha esordito in Coppa del Mondo il 18 dicembre 1998 a Osrblie in staffetta (16º) e ai Campionati mondiali a Kontiolahti/Oslo 1999, dove si è classificato 47º nella sprint, 55º nell'inseguimento e 13º nella staffetta; ai Mondiali di Oslo/Lahti 2000 si è piazzato 64º nella sprint e 13º nella staffetta e a quelli di Pokljuka 2001 65º nella sprint.
Ai XIX Giochi olimpici invernali di Salt Lake City 2002, suo esordio olimpico, è stato 45º nell'individuale, 70º nella sprint e 11º nella staffetta; ai Mondiali di Chanty-Mansijsk 2003 si è classificato 68º nell'individuale e 9º nella staffetta, a quelli di Oberhof 2004 83º nell'individuale, 84º nella sprint e 14º nella staffetta e a quelli di Hochfilzen/Chanty-Mansijsk 2005 84º nell'individuale, 50º nella sprint, 40º nell'inseguimento e 16º nella staffetta.

### Stagioni 2006-2013

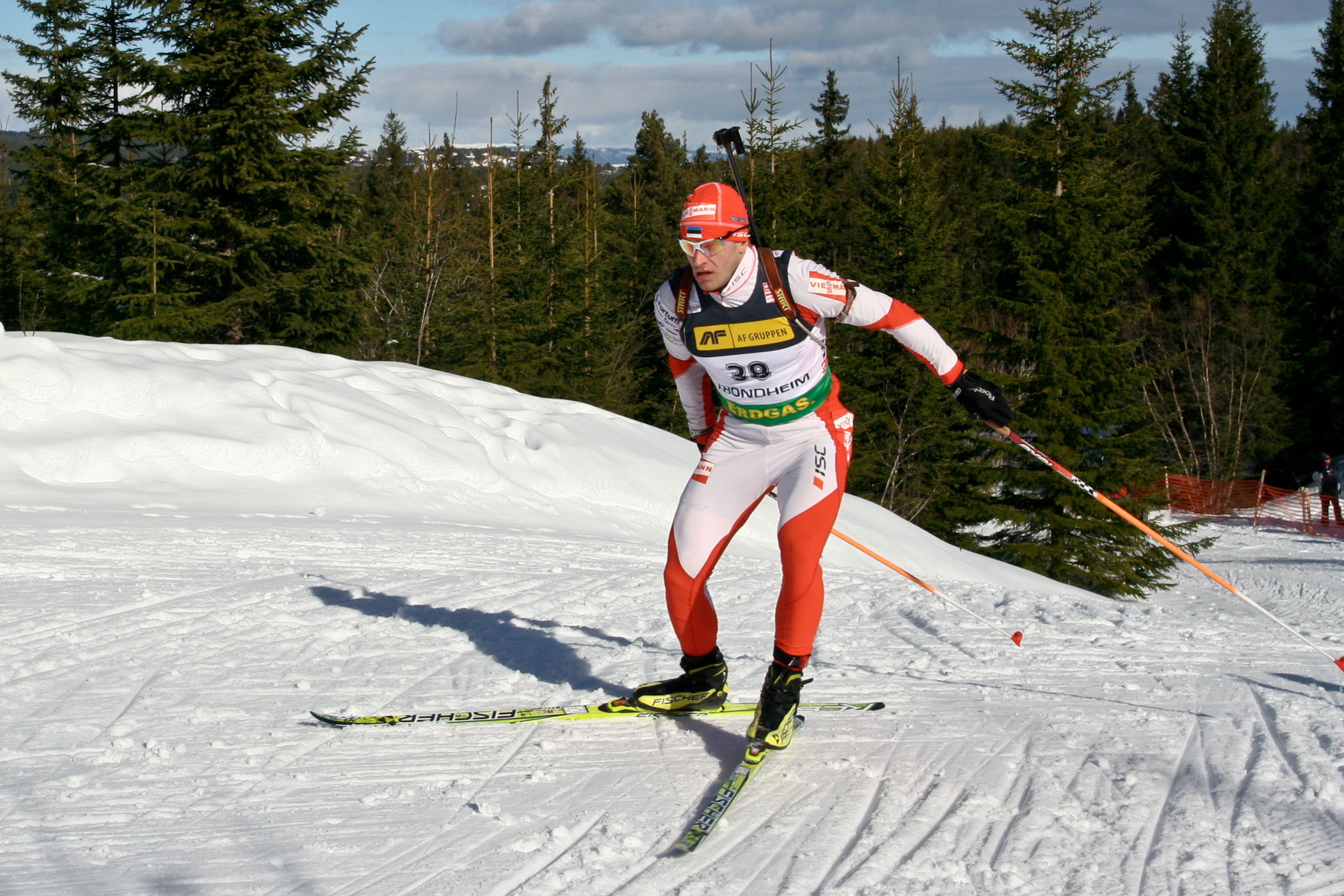
Roland Lessing in gara a Trondheim nel 2009

Ai XX Giochi olimpici invernali di Torino 2006 si è piazzato 62º nell'individuale, 58º nella sprint, 51º nell'inseguimento e 15º nella staffetta; ai Mondiali di Anterselva 2007 è stato 23º nell'individuale, 42º nella sprint, 37º nell'inseguimento, 11º nella staffetta e 12º nella staffetta mista, a quelli di Östersund 2008 74º nell'individuale, 17º nella sprint, 32º nell'inseguimento, 12º nella staffetta e 11º nella staffetta mista e a quelli di Pyeongchang 2009 68º nell'individuale, 67º nella sprint, 14º nella staffetta e 13º nella staffetta mista.
Ha ottenuto l'unico podio in Coppa del Mondo il 20 dicembre 2009 a Pokljuka in inseguimento (2º) e ai successivi XXI Giochi olimpici invernali di Vancouver 2010, dopo esser stato portabandiera dell'Estonia durante la cerimonia di apertura, si è classificato 64º nell'individuale, 61º nella sprint e 14º nella staffetta; ai Mondiali di Chanty-Mansijsk 2011 si è piazzato 40º nell'individuale e 15º nella staffetta, a quelli di Ruhpolding 2012 66º nell'individuale, 57º nella sprint, 39º nell'inseguimento, 18º nella staffetta e 15º nella staffetta mista e a quelli di Nové Město na Moravě 2013 57º nell'individuale, 70º nella sprint, 15º nella staffetta e 19º nella staffetta mista.

### Stagioni 2014-2019
Ai XXII Giochi olimpici invernali di Soči 2014 è stato 65º nella sprint e 16º nella staffetta; ai Mondiali di Kontiolahti 2015 si è classificato 15º nell'individuale, 31º nella sprint, 27º nell'inseguimento, 30º nella partenza in linea e 15º nella staffetta, a quelli di Oslo 2016 50º nell'individuale, 37º nella sprint, 35º nell'inseguimento e 14º nella staffetta e a quelli di Hochfilzen 2017 48º nell'individuale, 52º nella sprint, 51º nell'inseguimento e 21º nella staffetta.
Ai XXIII Giochi olimpici invernali di Pyeongchang 2018, sua ultima presenza olimpica, si è piazzato 70º nell'individuale, 41º nella sprint, 53º nell'inseguimento e 13º nella staffetta e ai Mondiali di Östersund 2019, suo congedo iridato, è stato 25º nell'individuale, 80º nella sprint e 14º nella staffetta. Si è ritirato al termine di quella stessa stagione 2018-2019 e la sua ultima gara in carriera è stata la sprint di Coppa del Mondo disputata il 22 marzo a Oslo Holmenkollen, chiusa da Lessing al 102º posto.

## Palmarès

### Coppa del Mondo
- Miglior piazzamento in classifica generale: 48º nel 2015
- 1 podio (individuale):
  - 1 secondo posto